# Річард Патрік
Річард Патрік (англ. Richard Patrick) — американський музикант, фронтмен альтернативного рок-гурту Filter. Молодший брат актора Роберта Патріка, також відомий як колишній учасник супергурту «Army of Anyone та концертного складу Nine Inch Nails.

## Біографія
Кар'єра Патріка в Nine Inch Nails почалася після його випадкової зустрічі з Трентом Резнором в клівлендському музичному магазині. Він був гітаристом в концертному складі гурту в 1989–1993 роках. Вклад Патріка в записі композицій Nine Inch Nails дуже мізерний: його внесок можна почути лише у пісні «Sanctified» з альбому Pretty Hate Machine. Але він знявся в чотирьох кліпах гурту, «Down in It», «Head Like a Hole», «Wish» і «Gave Up» з Мерліном Менсоном. Патрік вирішив покинути гурт під час запису The Downward Spiral.
У тому ж 1993 році Річард разом з Брайаном Лайзгенгом організував гурт Filter. Після першого альбому, Short Bus в 1995 році, Лайзгенг покинув гурт. В 2000 році Патрік став продюсувати новий гурт Dualesc. Незабаром після випуску третього альбому Filter, The Amalgamut, Патрік перервав турне і ліг в реабілітаційну клініку через проблеми з алкоголем в останні роки. Колишній склад більше ніколи не збирався, а засновник Патрік зайнявся сторонніми проектами: спочатку брав участь в супергурті The Damning Well, потім створив Army of Anyone. 26 травня 2007 року Army of Anyone виступили на сцені останній раз і оголосили перерву.
В 2007 році Патрік повернувся до роботи над новим альбомом Filter, який вийшов в 2008 році (Anthems for the Damned); потім видав збірки реміксів та найкращих хітів. Його гру на гітарі можна почути в саундтреку фільму «Ріпо! Генетична опера». У серпні 2010 року вийшов п'ятий студійний альбом Filter, The Trouble With Angels, тур на підтримку якого почався влітку.

## Громадська діяльність та особисте життя
В 2008 році Патрік став редактором Huffington Post і вів рубрику «Talking about War». Незабаром він став вести колонку «Filtering The Truth» для SuicideGirls.
У Патріка і його дружини Тіни двоє дітей, дочка Слоан і син Рідлі 2008 і 2009 років народження.